# Lucy Boynton
Lucy Boynton (sinh ngày 17 tháng 1 năm 1994) là diễn viên nữ người Anh - Mỹ. Cô đã ra mắt đầu tiên trong vai Beatrix Potter (trẻ) trong phim Quý cô Potter (2006). Cô tiếp tục có mặt tại các bộ phim Hổ Mang Chúa (2013), Nhóm nhạc đường phố (2016), Án mạng trên chuyến tàu tốc hành Phương Đông (2017) và Tông đồ (2018), trước khi đóng vai Mary Austin trong bộ phim tiểu sử Bohemian Rhapsody (2018).

## Đầu đời
Boynton sinh ra tại Thành phố New York và lớn lên ở Luân Đôn. Cô là con gái của Graham Boynton, người Anh, tập đoàn biên tập viên của Telegraph Media Group, và Adriaane Pielou, một nhà văn du lịch. Cô có một người chị, Emma Louise Boynton. Cô đã đi học ở Cao trung Blackheath, sau đó là trường nữ sinh của James Allen.

## Nghề nghiệp

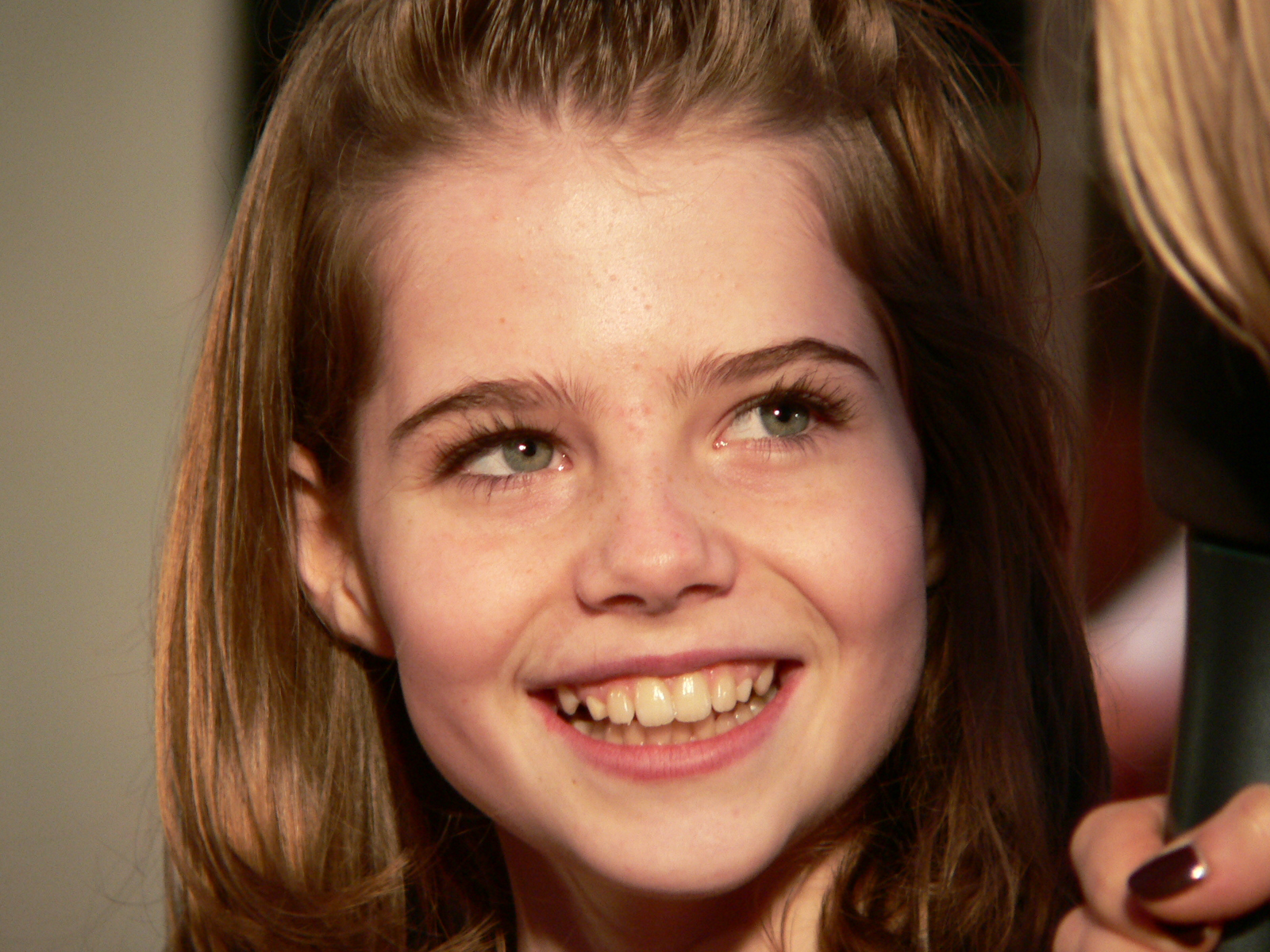
Boynton tại buổi ra mắt Miss Potter năm 2006

Vai diễn chuyên nghiệp đầu tiên của Boynton trong vai Beatrix Potter trong phim Quý cô Potter - bộ phim Anh - Mỹ vào năm 2006. Boynton đã nói trong ngày đầu tiên đóng phim rằng đó là ngày tuyệt vời nhất đời của cô. Vào năm 2007 cô được đề cử cho giải thưởng Giải thưởng Nghệ sĩ trẻ cho Diễn xuất xuất sắc nhất trong Phim truyện - Nữ diễn viên trẻ hỗ trợ, cho quý cô Potter.
Cô đóng vai Posy Fossil năm 2007, một trong ba nhân vật chính, ở BBC trong phim Ballet Shoes. Posy là một diễn viên múa ba-lê trẻ, đầy tham vọng học tại trường nhảy uy tín, chuyên nghiệp. Cô đã không nhảy trong Ballet Shoes, mà thay vào đó là hai hình nộm dùng trong những cảnh nhảy của cô. Boynton cũng diễn một vai Maggaret Dashwood ở trong phim Sense and Sensibility ở BBC. Vào năm 2011, Boynton là khách mời trên Lewis. Cô cũng xuất hiện trong Mo với Julie Walters và David Haig. Cô đóng vai người mẫu bí ẩn Raphina trong phim Sing Street năm 2016, và Nữ bá tước Helena Andrenyi trong phim Án mạng trên chuyến tàu tốc hành Phương Đông năm 2017
Boynton diễn vai cộng sự của Freddie Mercury, Mary Austin trong phim tiểu sử của Mercury và nữ hoàng ban nhạc, Bohemian Rhapsody (2018), đã giành quyền được đề cử cho Hiệu suất vượt trội của dàn diễn viên trong phim điện ảnh tại lễ trao giải thưởng cho diễn viên xuất sắc trên màn ảnh lần thứ 25

## Đời sống cá nhân
TÍnh đến năm 2018, Boynton đang hẹn hò với đồng nghiệp diễn cùng phim Bohemian Rhapsody, ngôi sao Rami Malek

## Đóng phim

### Phim ảnh
| Năm  | Chức vụ                                      | Vai trò                    | Ghi chú                                                                                       |
| ---- | -------------------------------------------- | -------------------------- | --------------------------------------------------------------------------------------------- |
| 2006 | Cô Potter                                    | Beatrix Potter (trẻ)       |                                                                                               |
| 2013 | Hổ Mang Chúa                                 | Esther Hagadorn            |                                                                                               |
| 2013 | Thánh ca đến Pan                             | Holliday                   | Ngắn                                                                                          |
| 2015 | Con gái kẻ áo khoác đen                      | Rose                       |                                                                                               |
| 2016 | Khóa lại                                     | Lucy                       | Ngắn                                                                                          |
| 2016 | Ban nhạc đường phố                           | Raphina                    |                                                                                               |
| 2016 | Tôi là người đẹp sống trong nhà              | Polly Parsons              |                                                                                               |
| 2016 | Đừng gõ hai lần                              | Chloe                      |                                                                                               |
| 2017 | Phiến quân trong lúa mạch đen                | Claire Douglas             |                                                                                               |
| 2017 | Hãy để tôi đi                                | Emily                      | Giải thưởng của Ban giám khảo tại Liên hoan phim Bentonville dành cho nhóm nhạc xuất sắc nhất |
| 2017 | Án mạng trên chuyến tàu tốc hành Phương Đông | Nữ bá tước Helena Andrenyi |                                                                                               |
| 2018 | Tông đồ                                      | Andrea Howe                |                                                                                               |
| 2018 | Bohemian Rhapsody                            | Mary Austin                |                                                                                               |

### Truyền hình
| Năm        | Chức vụ                  | Vai trò           | Ghi chú                              |
| ---------- | ------------------------ | ----------------- | ------------------------------------ |
| 2007       | Giầy múa ba lê           | Posy Fossil       | Phim truyền hình                     |
| 2008       | Cảm giác nhạy cảm        | Margaret Dashwood | Truyền hình ít tập                   |
| 2010       | Mơ                       | Nortonetta Norton | Phim truyền hình                     |
| 2011       | Lewis                    | Zoe Suskin        | Tập: "Món quà của lời hứa"           |
| 2011, 2014 | Borgia                   | Chị Lucia         | Các tập: "Quái vật của Chúa", "1497" |
| 2014       | Nỗ lực                   | Petra Bences      | Tập: "Nocturne"                      |
| 2014       | Luật &amp; Lệnh: Anh     | Hutton Georgia    | Tập: "Tình cảm xấu"                  |
| 2015       | Cuộc sống ở quảng trường | Chuông thiên thần | Truyền hình ít tập                   |
| 2017       | Giang hồ                 | Allison Adams     | Vai trò chính                        |
| 2019       | Chính trị gia            | TBA               | Vai chính                            |